# Anselmo Vendrechovski Júnior
Anselmo Vendrechovski Júnior (Paraná, Brasil; 16 de septiembre de 1982), conocido como Juninho, es un exfutbolista brasileño de ascendencia polaca y naturalizado mexicano. 
Un defensa central con dominio de los tiempos, de marca limpia y férrea con potente disparo de pierna derecha y habilidad para convertir goles a balón parado, Júnior es reconocido principalmente por su carrera en la Liga MX con los Tigres de la UANL, donde fue capitán y cobrador oficial de tiros penales, además, es el defensa con más goles anotados en la historia del equipo.
Tras su retiro como futbolista profesional, formó parte del cuerpo técnico del entrenador Ricardo Ferretti en los Tigres, hasta la salida de Ferretti el 8 de mayo del 2021 y a partir de 9 de febrero de 2023, forma parte del cuerpo técnico de Robert Dante Siboldi en dicha institución.
En 2022 volvió a la actividad como deportista profesional en la modalidad del fútbol rápido para disputar la temporada 2017-18 de la MASL con el Monterrey Flash.

## Clubes
| Club                    | País          | Año         | PJ  | Goles |
| ----------------------- | ------------- | ----------- | --- | ----- |
| Coritiba                | Brasil        | 2002-2004   | 13  | 0     |
| Botafogo                | Brasil        | 2005-2007   | 64  | 14    |
| São Paulo               | Brasil        | 2008        | 8   | 1     |
| Botafogo                | Brasil        | 2009        | 55  | 20    |
| Suwon Samsung Bluewings | Corea del Sur | 2010        | 11  | 3     |
| Tigres UANL             | México        | 2010 - 2018 | 310 | 39    |

## Palmarés

### Títulos nacionales
| Título               | Club        | País   | Año  |
| -------------------- | ----------- | ------ | ---- |
| Taça Guanabara       | Botafogo    | Brasil | 2004 |
| Taça Rio             | Botafogo    | Brasil | 2007 |
| Campeonato Brasileño | São Paulo   | Brasil | 2008 |
| Taça Guanabara       | Botafogo    | Brasil | 2009 |
| Liga MX              | Tigres UANL | México | 2011 |
| Copa MX              | Tigres UANL | México | 2014 |
| Liga MX              | Tigres UANL | México | 2015 |
| Campeón de Campeones | Tigres UANL | México | 2016 |
| Liga MX              | Tigres UANL | México | 2016 |
| Campeón de Campeones | Tigres UANL | México | 2017 |
| Liga MX              | Tigres UANL | México | 2017 |
| Campeón de Campeones | Tigres UANL | México | 2018 |

### Distinciones individuales
| Distinción               | Año  |
| ------------------------ | ---- |
| Once Ideal de la Liga MX | 2016 |
| Once Ideal de la Liga MX | 2017 |